# 渡部真一
渡部 真一（わたべ しんいち、1971年3月18日 - ）は、日本の俳優、音楽家、ディレクター。渋さ知らズ等で活動する。愛称は玄界灘渡部。身長171cm、体重73kg。血液型はAB型。神奈川県横浜市出身。玉川大学卒。

## 人物
学生時代より舞台俳優として活動。学友で後に作家としても活動する戌井昭人らと共に四畳半オアシスロケット（後の鉄割アルバトロスケット）を旗揚げ。演劇の枠を超えたパフォーマンスを展開する。1999年よりフリージャズオーケストラ「渋さ知らズ」に参加。ふんどしと法被による個性的なキャラクター「玄界灘渡部」を演じ、即興のパフォーマンス、MC、観客へのアジテーター役から、近年では自身の作詞である『We are Fisherman's band』でボーカルを担当するなど、音楽的な参加が増えている。
渋さ知らズのライブでしゃべる内容はほとんどが即興。自身がライブ中のMCにて「事前に考えてきたネタをしゃべると自分が面白くない」と吐露していた。海外ツアーでも片言の英語MCで観客から笑いをとっている。
特技のゴルフはレッスンプロの資格を有する程の腕前。神奈川県厚木市にてゴルフスクールを開講している。映画サラリーマンNEO 劇場版（笑）ではゴルフ指導を行い自身も観客役としてカメオ出演している。
プロレス・格闘技に造詣が深く、『パンクラス』『Deep』『ZST』『THE OUTSIDER』等様々な格闘技団体で進行演出の仕事をして。現在も『パンクラス』や『BOM』などの団体でディレクターとして進行演出をおこなう。
格闘技団体REALが元メジャーリーガー野村貴仁の格闘技デビューを発表するも、当日まで対戦相手は見つからず実際に登場したのはリングアナに扮した渡部がアドリブで対応（実際はディレクター）、取材に集まった記者からあのリングアナは何者だと話題になる
2006年に鉄割アルバトロスケットを離脱したものの、その後もスポット的に出演している。
雑学が豊富で、何のジャンルでも一晩中話し続けることができるらしい。
初主演した映画「バーミンガムのオーナメント2」が第8回ローマ国際映画祭における最優秀男優賞の最終選考まで残るが惜しくも受賞には至らず。作品は審査員特別賞を受賞。

## 受賞歴
- 2000年「パルテノン多摩小劇場フェスティバル2000」 ベストキャラクター賞
- 2000年「第10回ガーディアンガーデン演劇フェスティバル」 男優賞/団体賞
- 2006年「ACC全日本CMフェスティバル北陸・中部地域ファイナリスト」『松阪牛せんべい』CF
- 2013年ローマ国際映画祭『バーミンガムのオーナメント2』審査員特別賞

## ディスコグラフィー

### CD
- 「ケイハクウタガッセン」ニューゲートレーベル---1999
- 「渋全」エイベックス---2006
- 「片山広明with渋さ知らズ」Studio Wee---2006
- 「渋響」エイベックス---2007
- 「仁義なきトランス~最後の戦い~」フォーサイド---2008
- 「巴里渋舞曲」地底レコード---2008
- 「渋夜旅」プランクトン---2010
- 「渋栗」バウンディ---2010
- 「生渋栗」バウンディ---2010
- 「渋彩歌謡大全」徳間ジャパンコミュニケーションズ---2012

### DVD
- 「行方知れズ」アップリンク ---2005
- 「天幕〜宇宙を駆ける〜 / 渋さ知らズ」 arights ---2005
- 「ALLD OF SHIBUSA」ドリームタイム エンタープライズ---2005
- 「渋旅初め」エイベックス---2007
- 「渋栗ライブ~渋編~DVD」バウンディ---2010

## 出演

### テレビ
- BLACK LIST（2002年、フジテレビ）
- 完成!ドリームハウス（2003年、テレビ東京）
- AX MUSIC-TV（2004年、日本テレビ）
- 渋旅初め（2006年、フジテレビ721）
- FACTORY721（2006年、フジテレビ721）
- 東京JAZZ2006（2006年、NHK BS2）
- J-MELO（2007年、NHKワールドTV）
- J-MELO（2007年、NHK総合）
- シャキーン!（2016年〜NHK Eテレ）
- パンクラスLIVE（2018年-TOKYO MX）
- ムジカ・ピッコリーノ（2019年、NHK Eテレ）

### ラジオ
- J-WAVE「KENWOOD CAPYBARA RESTAURANT」---2000/11
- NHK-FM「ライブビート」
  - 渋さ知らズ---2001/6/13
  - 渋さ知らズ＋遠藤賢司＋冠二郎 ---2004/1/7
  - 渋さ知らズ＋遠藤賢司＋冠二郎---2004/1/14
  - 渋さ知らズ---2006/3/1
  - 渋さ知らズ---2006/3/8
- FM沖縄「具ルーバグ」---2004/1
- RBCiラジオ「＠BBS」---2004/1
- 渋谷FM「EVERYBODY KNOWS?」---2007/1/6
- kocoラジ「渋さチビズ公開生ライブ」---2010/4/1
- 渋谷のラジオ「渋谷で鉄割（渋谷のミカさん）」---2018/10
- レインボータウンエフエム放送「舞台人ラジオ」---2022/01～

### 映画
- 「行方知れズ」アップリンク ---2005
- 「グラストンベリー」監督ジュリアン・テンプル---2007
- 「サラリーマンNEO劇場版（笑）」ショウゲート （カメオ出演）---2011
- 「Birmingham Ornament II　邦題”バーミンガムのオーナメント2”」シネファントム監督Andrey Silvestrov ---2013

### CM
- ソニー・コンピュータエンタテインメント PlayStation 2「グランツーリスモ3 A-spec速攻で帰る編」
- エヌ・ティ・ティ・ドコモ北海道 FOMA
- かとう製菓 「松阪牛せんべい 説教 篇」

### MV
- 渋さ知らズ「おっぱい」

## 関連書籍
- 陣野俊史『渋さ知らズ』河出書房新社、2005年 ISBN 4309268390